# Myrcia cristalensis
Myrcia cristalensis är en myrtenväxtart som beskrevs av Attila L. Borhidi och O.Muniz. Myrcia cristalensis ingår i släktet Myrcia och familjen myrtenväxter. Inga underarter finns listade i Catalogue of Life.